# Smutná dolina
Smutná dolina leží v závěru Roháčské doliny. Vede ní modře značený chodník od Ťatliakova plesa přes Smutné sedlo až do Žiaru. Spadají do ní strmé severní stěny Plačlivého (2 125 m n. m.).